# Johann Samuel von Berger
Johann Samuel von Berger (* 1. Dezember 1756 in Celle; † 9. Dezember 1838 in Hannover) war ein hannoverscher Generalmajor.

## Leben
Er war der Sohn des Hofarztes Christoph Wilhelm von Berger (1727–1763) und dessen Ehefrau Johanne Friederike, geborene von Storre (1732–1763), verwitwete von Hugo. Der dänische General Valentin von Berger war sein Onkel.
Johann Samuel wurde am 1. Mai 1772 Kadett im Infanterieregiment „Prinz Ernst“ der Kurhannoverschen Armee. Am 18. Mai 1773 kam er als Fähnrich in das Dragonerregiment „von Müller“. Dort wurde er am 19. März 1788 Premierleutnant und am 30. November 1793 Hauptmann im 7. Kavallerie-Regiment (zuvor: Dragoner-Regiment Nr. 3). Als die Armee nach der Konvention von Artlenburg 1803 aufgelöst wurde, blieb er im Land und unterstützte Rudolf von Hammerstein bei den Verhandlungen mit den Franzosen.
Im Jahr 1814 wurde Berger Oberstleutnant und Vorstand der Militär-Kleidungskommission. Am 1. August 1823 erhielt er den Charakter als Oberst der Hannoverschen Armee und wurde Kriegsrat, ihm unterstand die Organisation der Bekleidung und Pensionen. Am 19. Oktober 1830 wurde er zum Generalmajor ernannt, schied 1831 aus dem Dienst aus und starb am 9. Dezember 1838 unverheiratet in Hannover.